# فرودگاه استیجاری برلینگتون

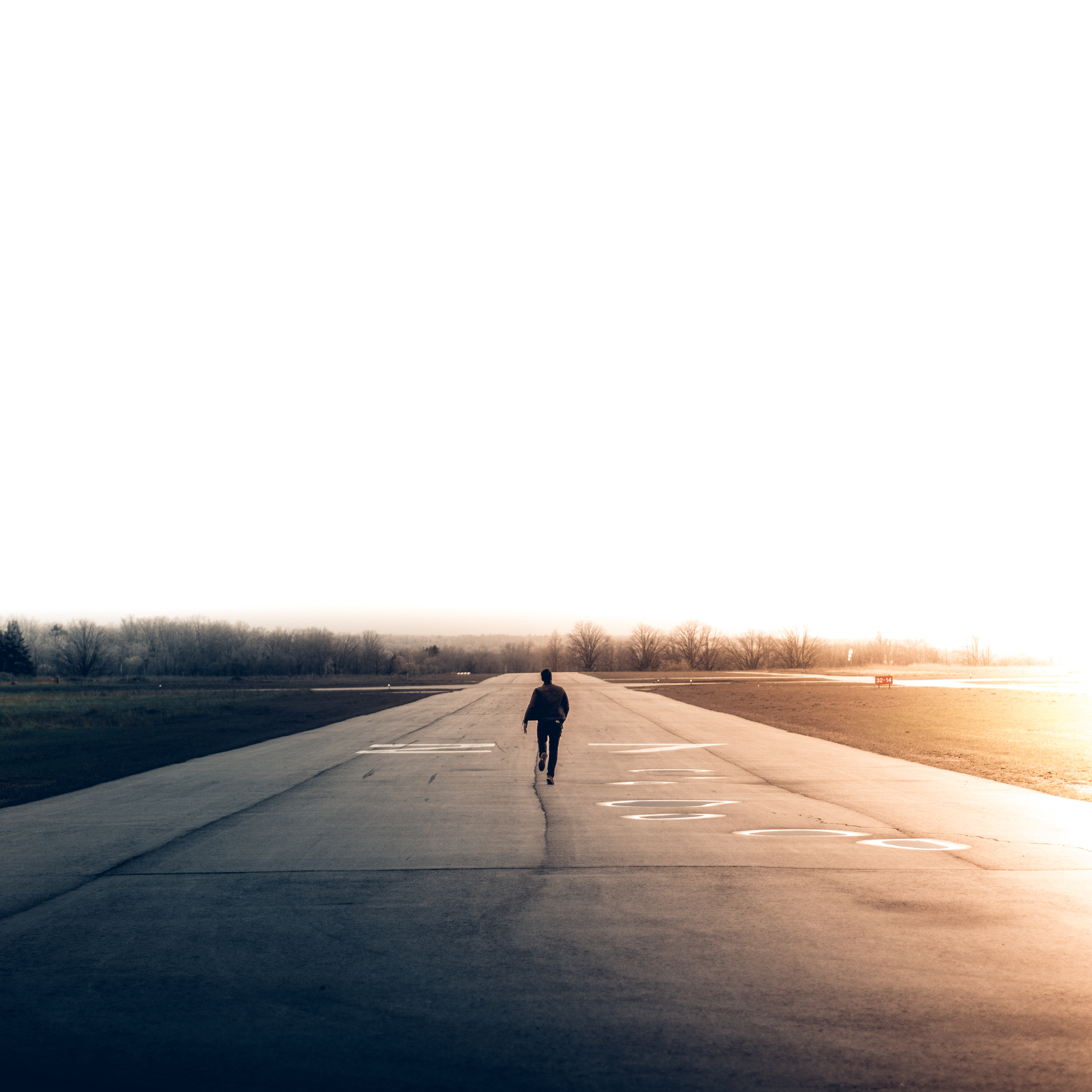
محله هوایی برلینگتون

محله هوایی برلینگتون (به انگلیسی: Burlington Air Park) یک فرودگاه همگانی است که یک باند فرود آسفالت و چمن دارد و طول باند آن ۱۱۴۷ متر است. این فرودگاه در کشور کانادا قرار دارد و در ارتفاع ۱۸۳ متری از سطح دریا واقع شده‌است.